# Costela

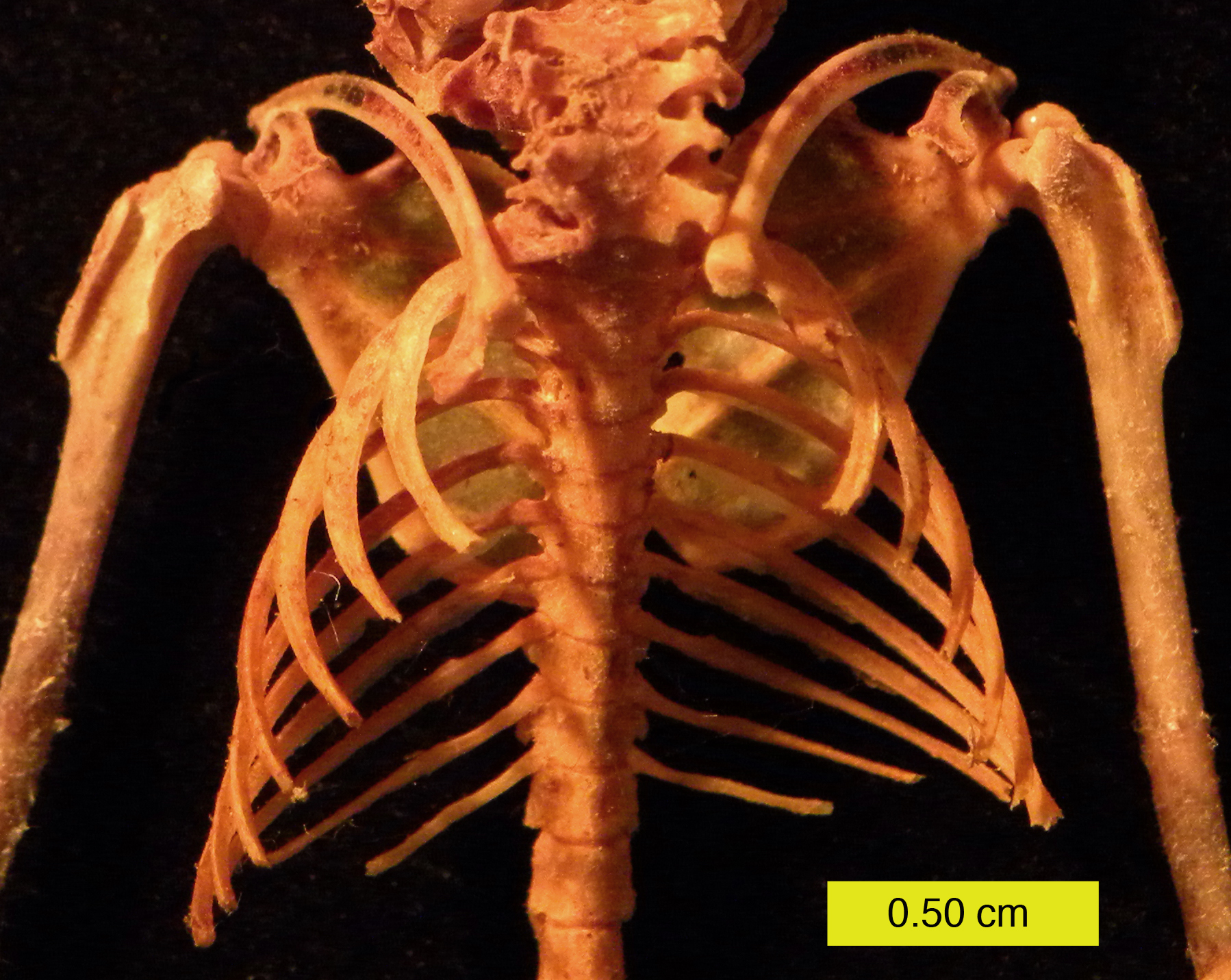
Eptesicus fuscus

As costelas são ossos alongados, comparáveis a arcos, que se estendem da coluna vertebral até o esterno, ao qual se unem através das cartilagens costais. No ser humano, há doze de cada lado (sendo que o número é variável com a espécie animal). As sete primeiras articulam-se na frente com o esterno por meio de uma cartilagem, que lhes é própria (costelas verdadeiras). Da oitava à décima costela elas se unem através de suas cartilagens a uma cartilagem comum, que se articula com o esterno (costelas falsas). A décima-primeira e a décima-segunda costela não se articulam com o esterno (costelas flutuantes).
São formadas por cabeças com duas faces articulares para as fóveas costais do corpo vertebral (superior e inferior), colo, tubérculo, ângulo costal, sulco da costela, face interna, face externa, margem superior, margem inferior e cartilagens costais.
Costela atípica – 1ª, 2ª, 11ª e a 12ª são diferentes das costelas típicas, a 1ª costela é achatada e o tubérculo funde-se ao ângulo; o corpo da 2ª costela possui uma tuberosidade para fixação do músculo serrátil anterior; a 11ª e a 12ª costelas não possuem colo e tubérculo e a 12ª costela é mais curta que a maioria.
Costelas típicas – da 3ª à 9ª possuem características comuns, cada costela possui uma cabeça, colo, tubérculo e corpo. 
As costelas de um humano são 24 (12 pares).   